# 경상북도 부지사
경상북도 부지사(慶尙北道 副知事)는 경상북도지사를 보좌하여 경상북도청의 사무를 관장하는 고위공무원이다.
행정부지사, 정무부지사 등 총 2명을 두며, 행정부지사는 국가직 가급 상당의 고위공무원으로, 정무부지사는 지방관리관으로 보한다.

## 현임 부지사
- 행정부지사: 김학홍
- 경제부지사: 양금희

## 역대 부지사

### 경상북도 부지사
- 이경희(李慶熙) 1945년 8월 16일 ~ 1945년 9월 2일

### 경상북도 민정관
- 이경희(李慶熙) 1945년 9월 2일 ~ 1945년 12월 21일
- 김선균(金宣均) 1945년 9월 2일 ~ 1945년 11월 30일, 해임
- 레이몬드 자노우스키(Raymond A. Janowski), 1945년 11월 26일 ~ 1945년 12월 1일, 현역 미육군 중령

### 경상북도 부지사
- 이경희(李慶熙) 1945년 12월 22일 ~ 1946년 9월 4일

### 경상북도 민정관
- 김의선(金宜鮮) 1946년 9월 4일 ~ 1946년 12월 10일

### 경상북도 기획조정관
- 김호칠(金好七) 1961년 5월 20일 ~ 1963년 2월 28일
- 강신익(姜信翼) 1963년 3월 1일 ~ 1964년 1월 11일

### 경상북도 부지사
- 강신익(姜信翼) 1964년 1월 12일 - 1964년 10월 6일
- 남봉진(南鳳振) 1964년 10월 6일 - 1968년 5월 31일
- 이규홍(李圭洪) 1968년 6월 1일 - 1968년 8월 20일
- 권용식(權容湜) 1968년 8월 21일 - 1969년 5월 14일
- 김해두(金解斗) 1969년 5월 16일 - 1970년 7월 19일
- 강신익(姜信翼) 1970년 7월 19일 - 1971년 8월 11일
- 김무연(金武然) 1971년 8월 11일 - 1973년 7월 8일
- 남문희(南文熙) 1973년 7월 9일 - 1974년 2월 5일
- 직무대리, 박창규(朴昌圭) 1974년 2월 6일 - 1974년 2월 26일, 도 기획조정실장으로 직무대리
- 박창규(朴昌圭) 1874년 2월 27일 - 1979년 1월 14일
- 정규남(鄭奎南) 1979년 1월 15일 - 1980년 5월 8일
- 이상배(李相培) 1980년 5월 9일 - 1980년 10월 8일
- 이창수(李昌洙) 1980년 10월 8일 - 1981년 6월 24일

### 경상북도 제1부지사
- 이창수(李昌洙) 1981년 6월 25일 - 1982년 6월 7일

### 경상북도 제2부지사
- 서리, 황귀암(黃貴巖) 1981년 6월 25일 - 1981년 6월 30일
- 황귀암(黃貴巖) 1981년 7월 1일 - 1981년 11월 8일

### 경상북도 부지사
- 이병내(李炳奈) 1982년 6월 7일 - 1983년 12월 26일
- 황귀암(黃貴巖) 1983년 12월 27일 - 1985년 12월 13일

### 경상북도 제1부지사
- 이병내(李炳奈) 1985년 12월 13일 - 1987년 9월 8일

### 경상북도 제2부지사
- 백세현(白世鉉) 1985년 12월 14일 - 1987년 9월 8일

### 경상북도 부지사
- 김각현(金恪鉉) 1987년 9월 9일 - 1988년 6월 3일
- 임경호(林敬鎬) 1988년 6월 4일 - 1989년 12월 26일
- 정충검(鄭忠檢) 1989년 12월 27일 - 1990년 7월 4일
- 황길태(黃吉台) 1990년 7월 5일 - 1991년 7월 9일
- 김광원(金光元) 1991년 7월 16일 - 1993년 3월 15일
- 이원식(李源植) 1993년 3월 16일 - 1995년 4월 18일
- 김정규(金丁奎) 1995년 4월 19일 - 1995년 6월 30일

### 경상북도 행정부지사
- 김정규(金丁奎) 1995년 7월 1일 - 1997년 10월 6일
- 박광희(朴光熙) 1997년 10월 11일 - 1999년 6월 4일
- 박명재(朴明在) 1999년 6월 5일 - 2001년 1월 12일
- 직무대리[1][2], 김주섭(金周燮) 2001년 1월 12일 - 2001년 2월 28일
- 김주섭(金周燮) 2001년 3월 1일 - 2002년 2월 24일
- 직무대리, 구익찬[3], 2002년 2월 24일
- 직무대리[4], 남효채(南孝彩) 2002년 2월 25일 - 2004년 2월 9일
- 남효채(南孝彩), 2004년 2월 10일[5] - 2004년 9월 30일
- 김용대(金龍大), 2004년 10월 1일 - 2008년 12월 29일
- 이삼걸(李參杰), 2008년 12월 30일 - 2011년 6월 9일
- 직무대리, 윤종진, 2011년 6월 10일 - 2011년 7월 14일
- 이주석(李周錫), 2011년 7월 15일 - 2013년 4월 28일
- 주낙영(朱洛榮) 2013년 4월 29일 - 2015년 8월 19일
- 김현기(金玄基) 2015년 8월 20일 - 2016년 8월 7일
- 김장주(金章周) 2016년 8월 8일 - 2018년 4월 22일
- 윤종진(尹鍾鎭) 2018년 4월 23일 - 2019년 12월 31일
- 강성조(康盛照) 2020년 1월 1일 - 2022년 10월 5일
- 김학홍(金學弘) 2022년 10월 6일 -

### 경상북도 정무부지사
- 김석수(李碩壽) 1995년 9월 29일 - 1998년 2월 3일
- 직무대리, 노병룡(盧炳龍) 1998년 2월 4일 - 1998년 7월 31일
- 노병룡(盧炳龍) 1998년 8월 1일 - 2000년 8월 5일
- 안윤식(安允植) 2000년 8월 6일 - 2002년 6월 30일
- 직무대리, 최윤섭(崔潤燮) 2000년 6월 30일 - 2002년 7월 22일
- 엄이웅(嚴二雄) 2002년 7월 23일 - 2003년 9월 2일
- 서리, 김영재(金榮在) 2003년 8월 31일 - 2003년 9월 2일
- 김영재(金榮在) 2003년 9월 3일 - 2004년 12월 31일
- 황성길(黃成吉) 2014년 12월 31일 - 2005년 12월 15일
- 이철우(李喆雨) 2005년 12월 16일 - 2006년 7월 1일
- 이철우(李喆雨) 2006년 7월 1일[6] - 2008년 2월 11일
- 김영일(金榮一) 2008년 2월 12일 - 2009년 5월 26일
- 공원식(孔元植) 2009년 5월 27일 - 2011년 10월 18일
- 서리, 이인선(李仁善) 2011년 10월 18일 - 2011년 10월 31일
- 이인선(李仁善) 2011년 11월 1일 - 2014년 10월 31일

### 경상북도 경제부지사
- 이인선(李仁善) 2014년 11월 1일 - 2015년 11월 3일
- 정병윤(鄭炳允) 2015년 11월 3일 - 2017년 1월 28일
- 우병윤(禹炳閏) 2017년 1월 29일[7] - 2018년 2월 27일
- 김순견(金淳見) 2018년 3월 9일 ~ 2018년 8월 13일
- 전우현(全遇憲) 2018년 8월 14일 ~ 2020년 8월 19일
- 하대성(河大成) 2020년 8월 24일 ~ 2022년 6월 30일
- 이달희(李達姬) 2022년 7월 1일 ~ 2024년 2월 27일
- 직무대리, 김학홍(金學弘) 2024년 2월 28일 ~ 2024년 6월 2일
- 양금희(梁琴喜) 2024년 6월 3일 ~